# Geelbaardbuulbuul
De geelbaardbuulbuul (Eurillas latirostris; synoniem: Andropadus latirostris)  is een zangvogel uit de familie Pycnonotidae (buulbuuls).

## Verspreiding en leefgebied
Deze soort komt voor in westelijk en centraal Afrika en telt drie ondersoorten:
- E. l. australis: Ufipa Plateau (Tanzania).
- E. l. congener: van Senegal tot zuidwestelijk Nigeria.
- E. l. latirostris: van zuidoostelijk Nigeria tot zuidelijk Zuid-Soedan, westelijk Kenia, westelijk Tanzania, zuidelijk-centraal Congo-Kinshasa en noordelijk Angola.

## Status
De grootte van de populatie is niet gekwantificeerd maar de soort wordt omschreven als op veel plaatsen de meest algemene buulbuul. Op de Rode lijst van de IUCN heeft deze soort de status niet bedreigd.